# Gare de Monteux
La gare de Monteux est une gare ferroviaire française de la ligne de Sorgues - Châteauneuf-du-Pape à Carpentras. Elle est située sur le territoire de la commune de Monteux dans le département de Vaucluse, en région Provence-Alpes-Côte d'Azur.
Mise en service en 1863, lors de l'ouverture de la ligne, par la Compagnie des chemins de fer de Paris à Lyon et à la Méditerranée (PLM), elle est fermée au service des voyageurs en 1938, puis rouverte à ce service en 2015, après la rénovation de la ligne, par la Société nationale des chemins de fer français (SNCF).
Elle est desservie par des trains TER Sud Provence-Alpes-Côte d'Azur.

## Situation ferroviaire
Établie à 45 mètres d'altitude, la gare de Monteux est située au point kilométrique 11,260 de la Ligne de Sorgues - Châteauneuf-du-Pape à Carpentras, entre les gares d'Entraigues-sur-la-Sorgue (s'intercale la halte fermée d'Althen-les-Paluds) et de Carpentras,.

## Histoire
La gare de Monteux est mise en service le 18 mai 1863 par la Compagnie des chemins de fer de Paris à Lyon et à la Méditerranée (PLM), lorsqu'elle ouvre au service sa ligne de Sorgues à Capentras, longue de 17 kilomètres. La gare est située en limite nord de Monteux. Lors de cette ouverture, la desserte quotidienne pour les voyageurs est de cinq trains, dont deux vont jusqu'à Avignon.
La ligne est fermée, au service des voyageurs le 2 août 1938,. 
En mars 2013, la ligne est elle-même fermée au trafic des marchandises pour permettre sa mise en travaux pour une rénovation devant permettre la réouverture du service des voyageurs. 
Le 25 octobre 2014 RFF et la Sncf annoncent un retard du chantier de remise en état de la ligne et des gares, qui repousse l'ouverture, prévue le 14 décembre 2014 au mois d'avril 2015. La gare est remise en service le samedi 25 avril 2015, elle est de nouveau desservie par des trains de voyageurs en provenance de Carpentras et à destination de la gare d'Avignon TGV, à la suite de la réouverture au service voyageurs de la ligne de Sorgues - Châteauneuf-du-Pape à Carpentras.

## Service des voyageurs

### Accueil
Située au 80 avenue Aimé Dupré, c'est une halte ferroviaire de la SNCF, sans personnel, avec des automates pour l'achat de titres de transport TER.

Installations
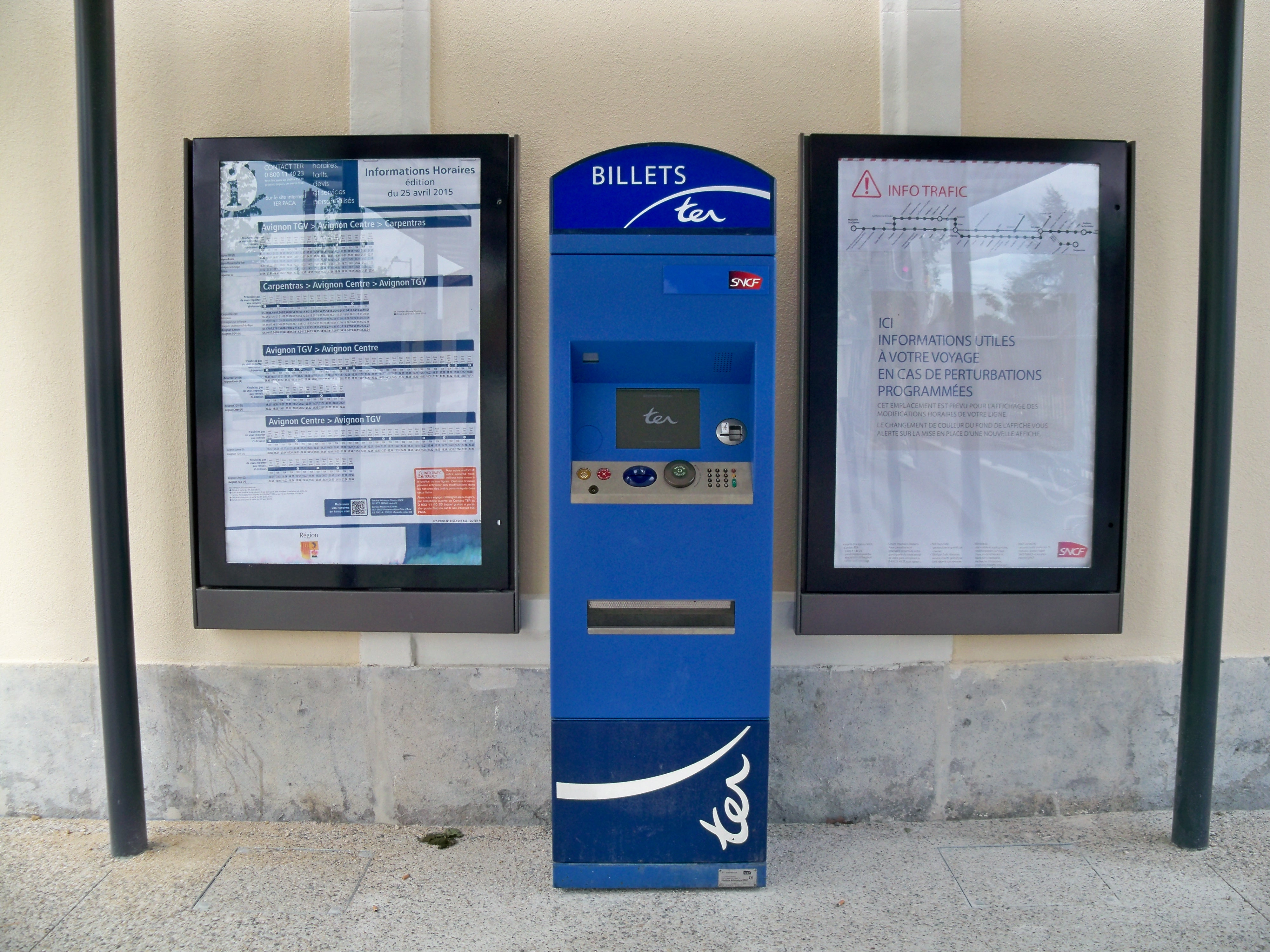
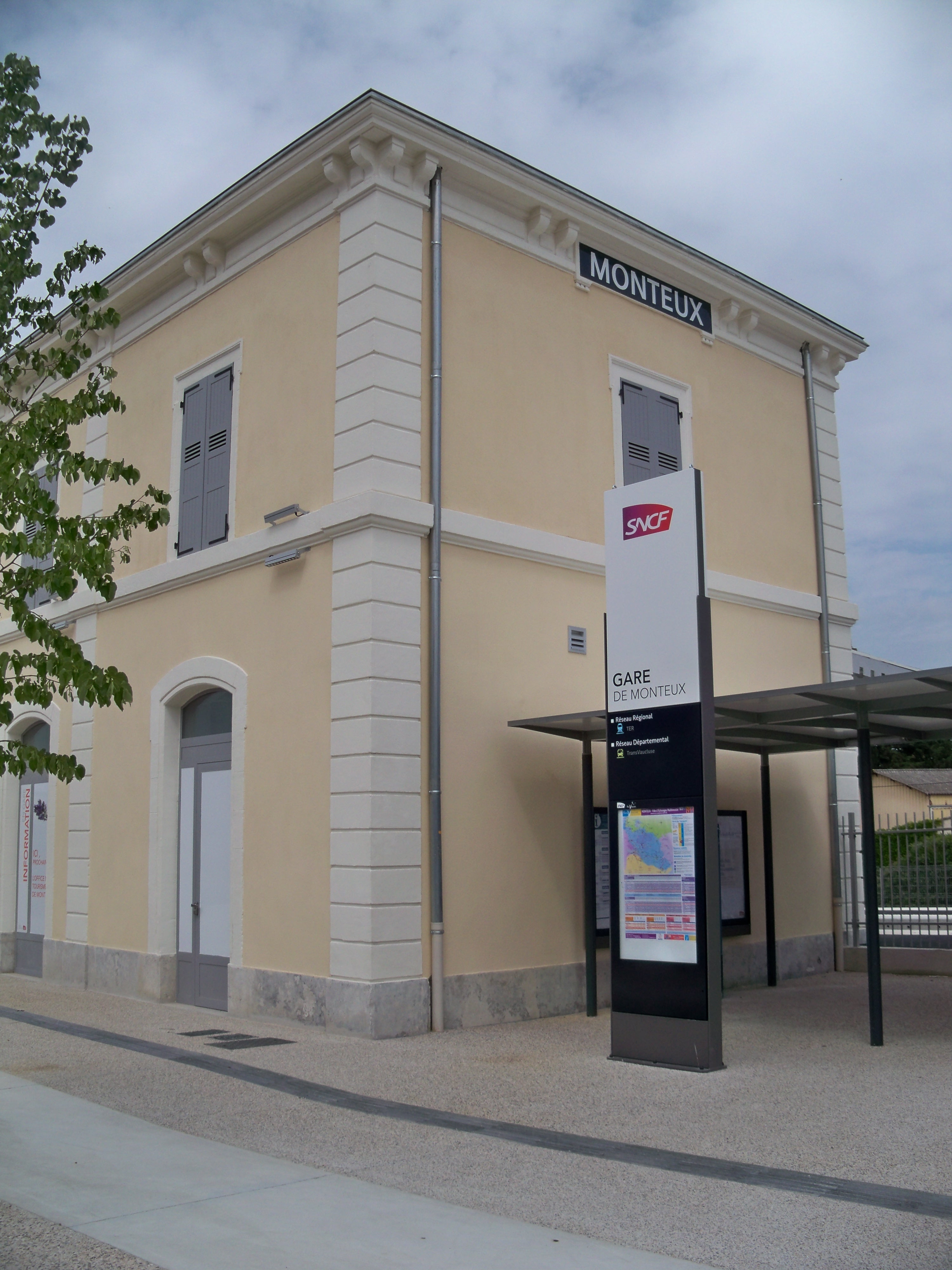

### Desserte
Monteux est desservie par des trains TER Sud Provence-Alpes-Côte d'Azur, de la relation Carpentras - Avignon TGV.

Installations et desserte
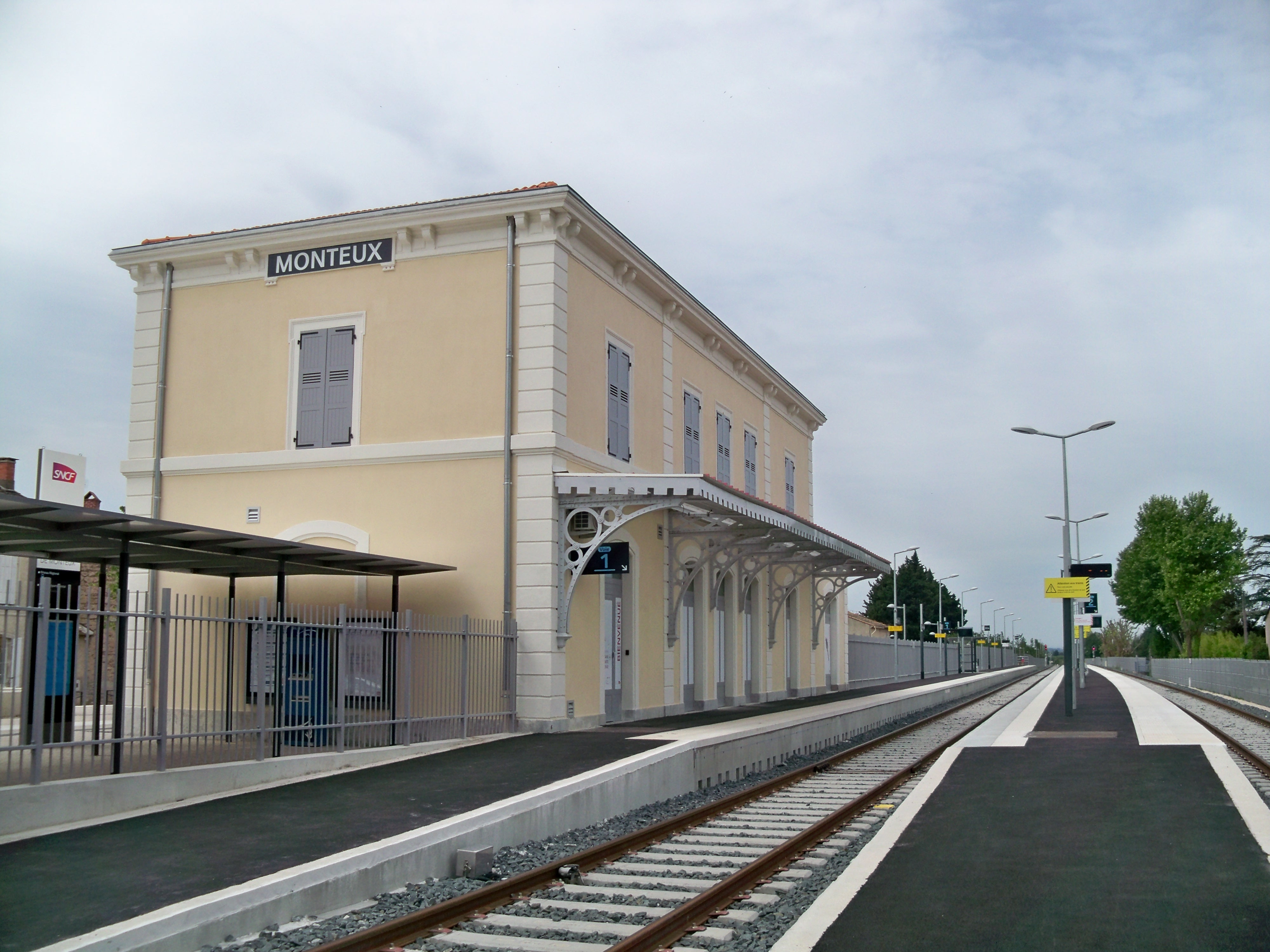
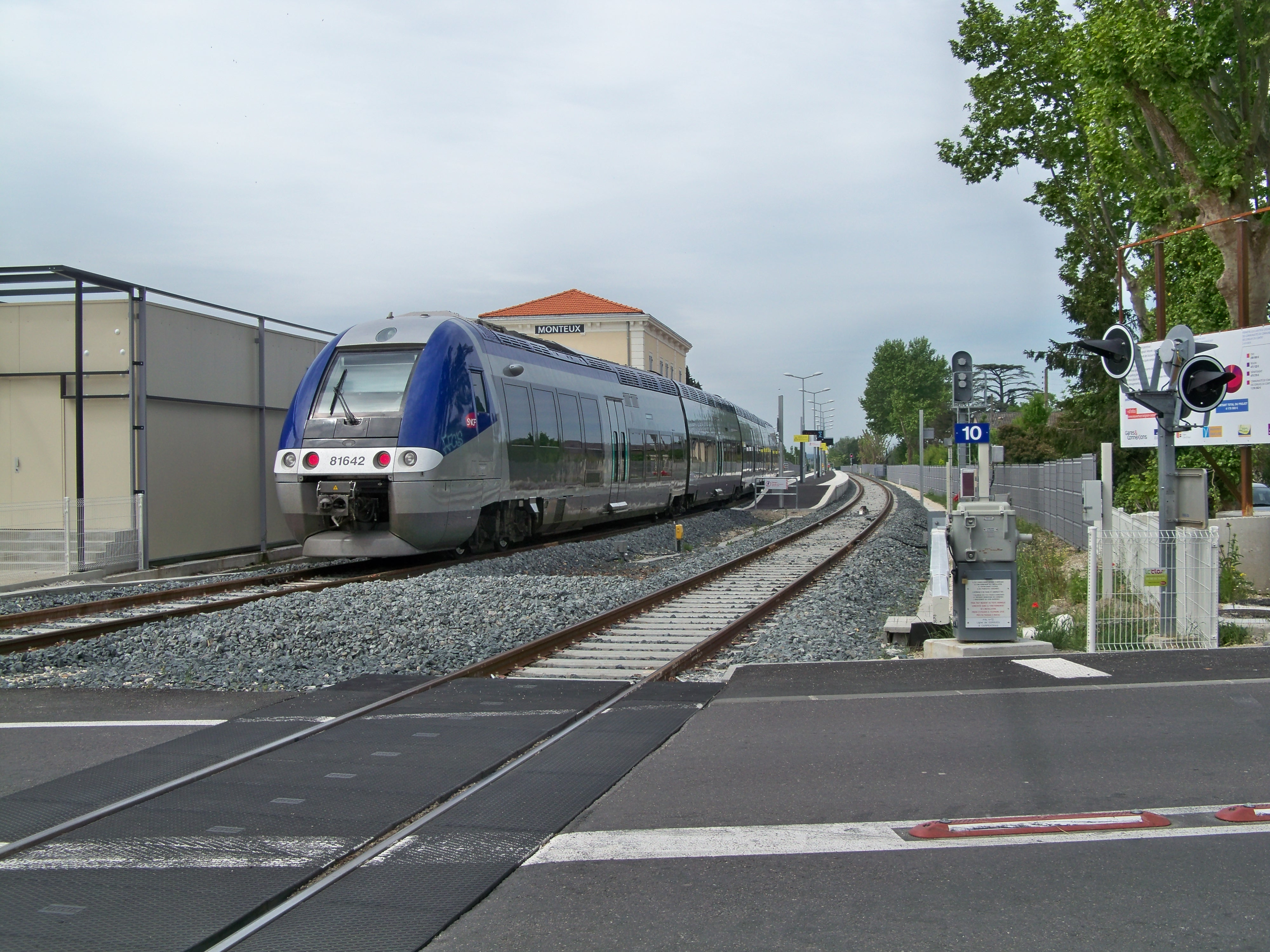
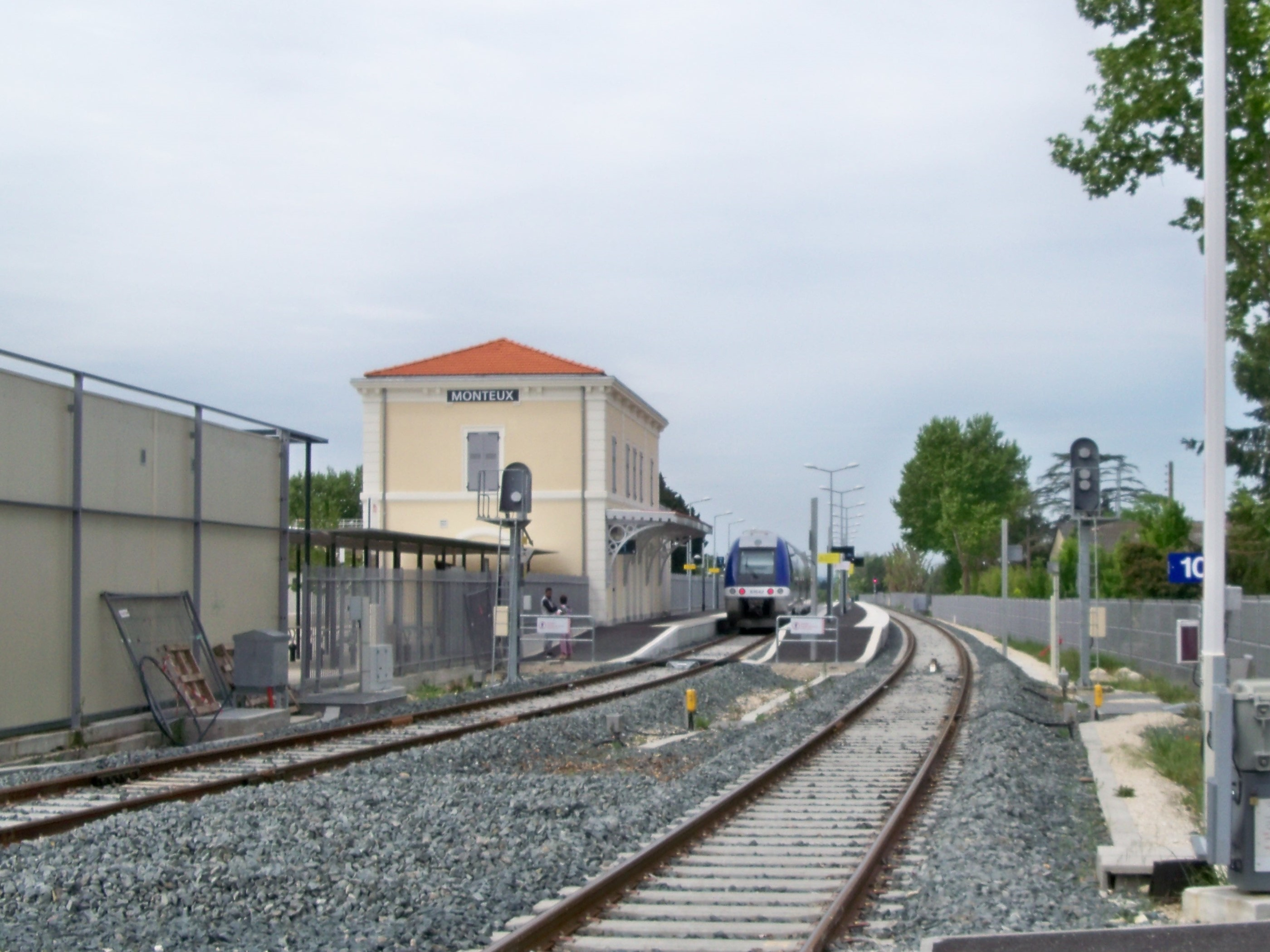

### Intermodalité
Elle dispose d'un parc pour les vélos et d'un parking pour les véhicules.
Elle est en correspondance avec un arrêt de bus.

## Patrimoine ferroviaire
Le bâtiment d'origine du PLM est toujours présent, restauré, sur le site.

Bâtiment PLM
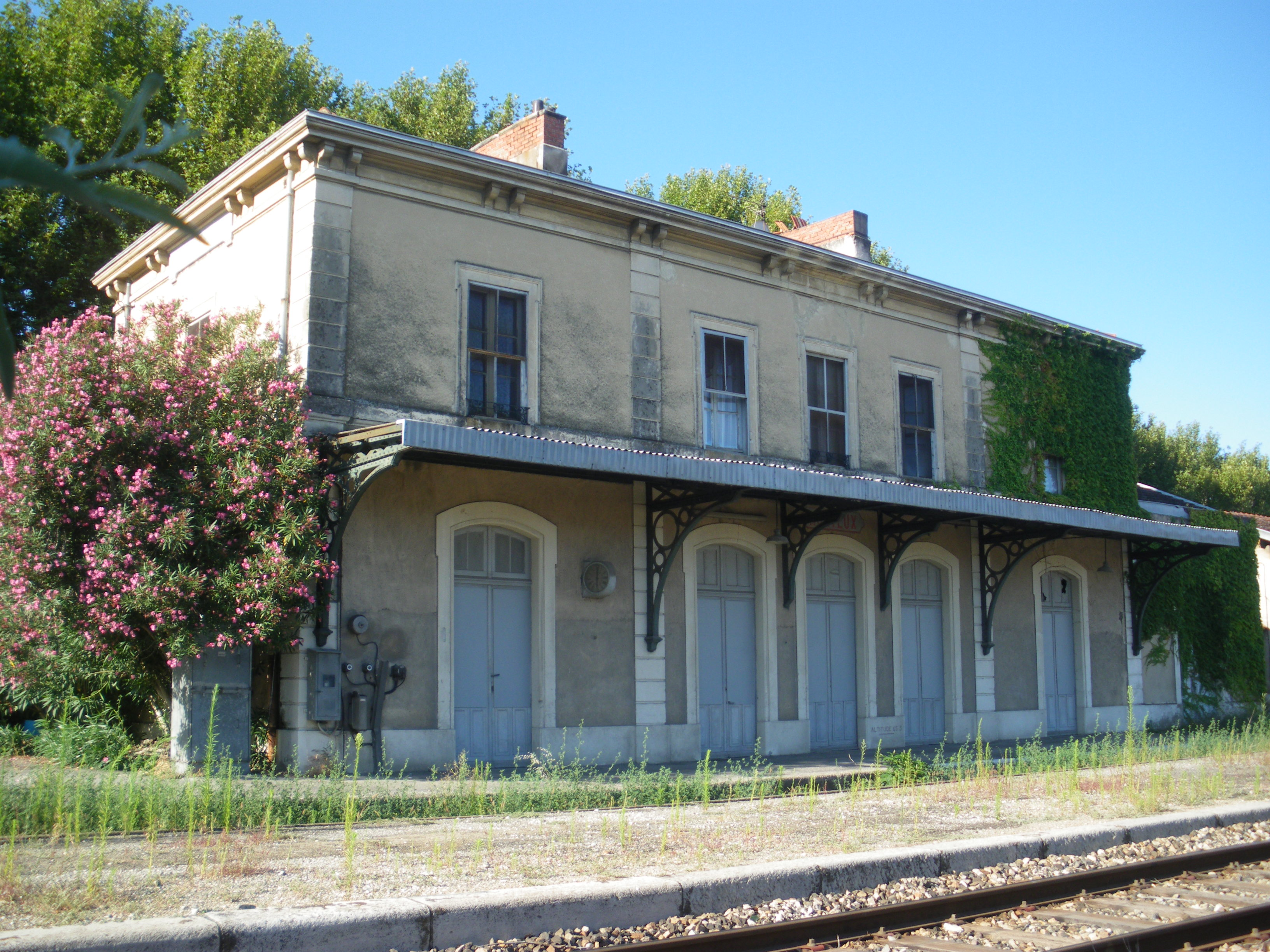
Août 2009.
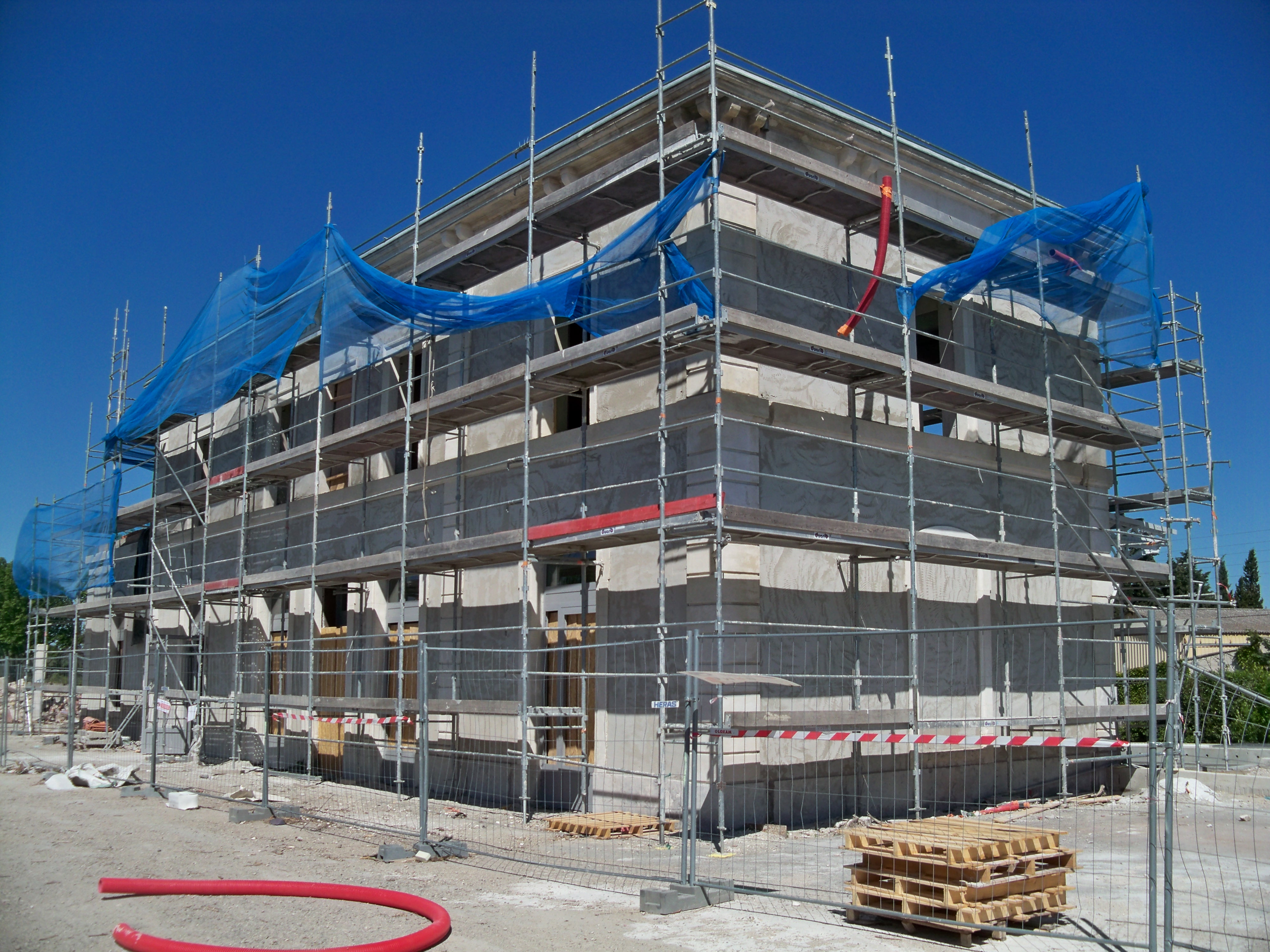
Mai 2014.
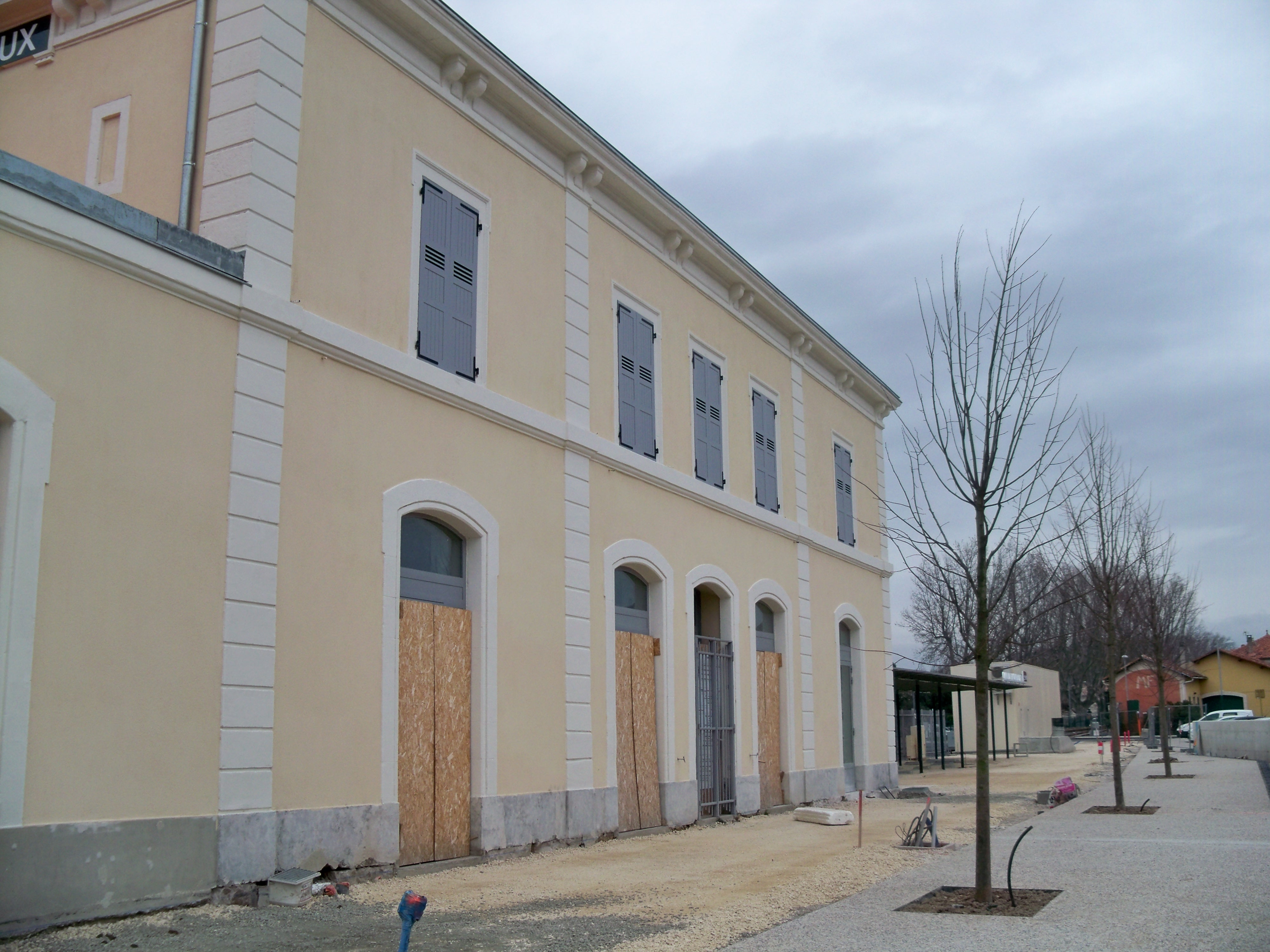
Janvier 2015.